# Manfred Spitznas
Manfred Spitznas (* 19. Dezember 1939) ist ein deutscher Augenarzt und emeritierter Professor für Augenheilkunde.

## Leben
Er lehrte bis zu seiner Emeritierung als ordentlicher Professor an der Universität Bonn. Von 1981 bis 2002 war er Direktor der Universitäts-Augenklinik Bonn. Bekannt wurde er u. a. durch die Entwicklung des binocular indirect ophthalmomicroscope (BIOM).

## Werke
- Zur Diagnostik des viszeralen Erythematodes: Vergleich d. gebräuchl. Diagnoseverfahren unter bes. Berücks. d. Latex-LE-Testes. Diss. Düsseldorf 1964.
- mit Jack J. Kanski: Lehrbuch der klinischen Ophthalmologie. Thieme, Stuttgart / New York 1987, ISBN 978-3-13-683401-5.
- Understanding fluorescein angiography = Fluoreszeinangiografie verstehen. Springer, Berlin / Heidelberg / New York 2006, ISBN 978-3-540-30060-1.
- Effect of topically applied oxymetazoline on tear volume and tear flow in humans. In: Graefe’s archive for clinical and experimental ophthalmology, Band 229, 1. März 1991, Nr. 2, 3.1991, S. 147–149.
- Evaluation of the blood–aqueous barrier by laser flare cell photometry following retinal cryocoagulation. In: Graefe’s archive for clinical and experimental ophthalmology, Band 242, 5. Dezember 2003, Nr. 2, 2.2004, S. 120–124.